# Ballantiophora bisignata
Ballantiophora bisignata är en fjärilsart som beskrevs av Walker 1861. Ballantiophora bisignata ingår i släktet Ballantiophora och familjen mätare. Inga underarter finns listade i Catalogue of Life.